# Lamanai
Lamanai je arheološko nalazište u Belizeu iz doba civilizacije Maya.
Lamanai je smješten na obalama 48 kilometarske lagune u sjeverno-središnjem Belizeu. Naziv "lamanai" na Maya jeziku znači "potopljen krokodil". Grad je imao neprekinutu povijest od tri tisuće godina. U klasičnom razdoblju civilizacije Maya (oko 250. – 900. godine) gradsko stanovništvo doseglo je 20,000 stanovnika. Za razliku od nekih drugih gradova Maya, Lamanai je bio naseljen kada su u Belize u 16. stoljeću, došli Španjolci i napali ga.
Lamanai je dostupan za turiste, koji dolaze organiziranim izletima brodom iz grada Orange Walk Town duž rijeke New River, ili po blatu i makadamskoj cesti kroz menonitsko područje. Mali muzej izlaže lokalne rukotvorine i daje povijesni pregled. 